# Kalle Lohi
Kalle Aukusti Lohi (né  le 23 novembre 1872 à Pudasjärvi et mort le 11 juin 1948 à Ranua) est un homme politique finlandais,,. 

## Biographie
Kalle Lohi est le fils des fermiers Krister Lohen et Madlena Sarajärvi). 
Kalle Lohi épouse Kaisa Reetta Sääskilahti en 1896, le couple aura 9 enfants.
Kalle Lohi n'a pas étudié très longtemps, mais le président Juho Kusti Paasikivi, par exemple, semble avoir pensé que la compétence en politique n'est pas une question d'éducation. 
Il est un homme politique habile et un orateur talentueux.
Kalle Lohi est député ML de la circonscription du Sud d'Oulu du 1er juin 1909 au 31 août 1939 et de la circonscription d'Oulu du 1er septembre 1939 au 5 avril 1945.
Kalle Lohi est ministre sans portefeuille du gouvernement Tulenheimo du (31.03.1925-31.12.1925) et ministre des Affaires sociales des gouvernements Kallio II (31.12.1925–13.12.1926), Sunila I (17.12.1927–22.12.1928) et Sunila II (20.10.1932–14.12.1932),.